# Real Thing Shakes
「Real Thing Shakes」（リアル・シング・シェイクス）は、日本のロックユニット・B'zの楽曲。1996年5月15日にRooms RECORDSより20作目のシングルとして発売された。

## 概要
B'zのシングルとしては初の「1st beatが全英詞の楽曲」、「1曲のみの収録」、「CDジャケットにメンバーの写真未使用」となった作品。ジャケットの「B'z」ロゴマークは18thシングル『LOVE PHANTOM』から使用されているものだが、本作よりロゴ下にあるメンバー名表記が無くなった。ただし、ディスクレーベルの「B'z」ロゴマークにはメンバー表記がある。

## 記録
- オリコン集計において8thシングル『LADY NAVIGATION』から本作まで、B'zは13作連続ミリオンセラーを達成。この記録は、2013年に発売したAKB48のシングル『ハート・エレキ』が102.1万枚を売り上げるまでは歴代1位の記録だった[2]。

## 収録曲
| #         | タイトル              | 作詞      | 作曲      | 編曲               | 時間 |
| --------- | --------------------- | --------- | --------- | ------------------ | ---- |
| 1.        | 「Real Thing Shakes」 | 稲葉浩志  | 松本孝弘  | 松本孝弘・稲葉浩志 | 4:12 |
| 合計時間: | 合計時間:             | 合計時間: | 合計時間: | 合計時間:          | 4:12 |

## 楽曲解説
1. Real Thing Shakes
  - シングル盤のインナー部分には稲葉による日本語訳詞が記載されている（後に収録されたアルバムには未掲載）。
  - PVは『B'z LIVE-GYM '96 "Sprit LOOSE"』ツアーの期間中に撮影されたもので、映像内で稲葉が着用している松本の顔がプリントされたTシャツは、ファンクラブ限定で販売された[3]。
  - 後に、松坂大輔投手のお気に入りの曲を集めたコンピレーション・アルバム『MUSIC FROM THE MOUND』にも収録された[4]。
  - オリジナル・アルバムには未収録であり、ベスト・アルバムにのみ収録されている（日本国内の場合）。
  - 2006年に行われた『B'z NETWORK LIVE in Japan』以降暫く演奏されていなかったが、『B'z LIVE-GYM Pleasure 2018 -HINOTORI-』で「juice」とのメドレー形式として、約12年ぶりに演奏された[5]。

## タイアップ
- 読売テレビ・日本テレビ系ドラマ『俺たちに気をつけろ。』主題歌

## 参加ミュージシャン
- 松本孝弘:ギター・作曲・編曲
- 稲葉浩志:ボーカル・作詞・編曲
- グレッグ・ビソネット:ドラム
- トニー・フランクリン:ベース
- JOSEPH MICHAEL SZEIBERT:キーボード

## 収録アルバム
- B'z The Best "Treasure"
- DEVIL（韓国限定販売）
- B'z The Best XXV 1988-1998

## ライブ映像作品
- once upon a time in 横浜 〜B'z LIVE GYM'99 "Brotherhood"〜
- Typhoon No.15 〜B'z LIVE-GYM The Final Pleasure "IT'S SHOWTIME!!" in 渚園〜
- B'z LIVE in なんば
- B'z LIVE-GYM Hidden Pleasure 〜Typhoon No.20〜
- B'z LIVE in なんば 2006 & B'z SHOWCASE 2007 -19- at Zepp Tokyo
- B'z COMPLETE SINGLE BOX（特典DVD）
- B'z LIVE-GYM Pleasure 2018 -HINOTORI-